# Ixcatec
Ixcatec (Ixcateca, Ixcateco).- Pleme američkih Indijanaca nastanjen u jedinom gradu Santa María Ixcatlán, u sjevernoj Oaxaci, Meksiko. Prije kontakta (konkviste) bilo ih je oko 10,000, od toga preostalo ih je oko 200 (1,500 po Joshua Projectu). Jezik ixcatek srodan je onom Chocho Indijanaca i pripada porodici Popolocan. Obrada zemlje glavno je zanimanje Ixcateca, kukuruz i grah glavne su kulture. Narod živi naseljen po selima oko kojih obrađuju svoju zemlju. Kuće su rađene u raznim stilovima, to su prekrivene kolibe ili kuće od ćerpiča. Izrada šešira od slame za prodaju glavni je izvor prihoda novca. Domorodačka nošnja zamijenjena je tradicionalnom odjećom meksičkih seljaka. 
Ixcateci su rimokatolici ali ima i starih domorodačkih vjerovanja. 